# Nicwałd
Nicwałd (niem. Nitzwalde) – wieś w Polsce położona w województwie kujawsko-pomorskim, w powiecie grudziądzkim, w gminie Gruta.

## Demografia
Według Narodowego Spisu Powszechnego (III 2011 r.) wieś liczyła 450 mieszkańców. Jest czwartą co do wielkości miejscowością gminy Gruta.

## Historia
Pierwsza wzmianka o wsi, należącej do komturstwa pokrzywieńskiego, pochodzi z roku 1341. W 1667 roku wieś zajmowali Holendrzy. W 1765 roku wieś zamieszkiwało 15 włościan i karczmarz, którzy dzierżawili 25 włók ziemi. W 1832 roku włościanie zostali uwłaszczeni. W 1868 roku w Nicwałdzie były 63 budynki, 28 domów mieszkalnych i 309 mieszkańców (213 ewangelików i 96 katolików). W 1885 roku w Nicwałdzie znaleziono fragmenty naszyjnika oraz spiralną bransoletę z okresu kultury łużyckiej. W roku 1931 wieś miała powierzchnię 865 ha. Znajdowały się w niej szkoła i poczta. 2 i 3 września 1939 roku na terenie wsi Nicwałd trwały zażarte walki Grupy Operacyjnej "Wschód" z wojskami niemieckimi. Ciała poległych żołnierzy polskich pochowano na cmentarzu w Dąbrówce Królewskiej.
W latach 1954–1972 wieś należała i była siedzibą władz gromady Nicwałd. W latach 1975–1998 miejscowość administracyjnie należała do województwa toruńskiego.

## Opis
W Nicwałdzie jest szkoła podstawowa.
Na terenie wsi znajdują się 2 pomniki przyrody – skupienie 3 dębów i pojedynczy dąb.
We wsi jest stacja kolejowa Nicwałd.

## Obiekty zabytkowe
Obiektem zabytkowym jest zespół folwarczny (dwór z drugiej  dekady XX wieku, pozostałości parku dworskiego i dwóch budynków gospodarczych, łączna powierzchnia wynosiła około 100 ha).